# Young Cister
Esteban Alejandro Cisterna Álvarez (Santiago de Chile, 31 de agosto de 1996), conocido artísticamente como Young Cister, es un cantante, compositor y productor musical chileno. Es reconocido principalmente por su álbum Lo más xulo de tu Insta y por varias colaboraciones como «Caminemos de la mano» (con Pailita) o «Dolce» (con Duki).

## Biografía
Young Cister nació el 31 de agosto de 1996 en el sector de La Palmilla en la comuna de Conchalí, pero desde los 5 años se crio en el sector de Quilicura, siempre en Santiago de Chile, donde desde muy pequeño se interesó por sumergirse en el ámbito musical.
Comenzó su carrera musical en 2011, participando en varias bandas con sus amigos y cantando en algunos festivales locales. Sin embargo, fue en 2015 fue cuando lanzó su primer mixtape de manera oficial, llamado "Cisternasty Mixtape", grabado en el género trap. A partir de este momento, comenzó a publicar varios singles además de producir varias canciones como beatmaker. Dos años después, en 2017, publicó su primer EP, llamado Little King.
Cuando su carrera alcanzó mayor notoriedad fue en 2018, ya que lanzó su primer álbum llamado 96 y un segundo álbum llamado Xtaciss, con los que logró gran notoriedad en la escena urbana nacional.
En 2019 firmó un contrato con Sony Music y ese mismo año se presentó en Lollapalooza Chile acompañando a Polimá Westcoast, con quien además lanzó un disco colaborativo en 2020, llamado Eqilibrio.
En el 2020 publicó el EP Perreamos?, que incluyó colaboraciones con Polimá Westcoast y con Kaydy Cain.
En diciembre de 2021 lanzó «Casi amor de verano» el cual fue un éxito y en julio de 2022 lanzaría «La Terapia» junto a Magic en el beat y dresartz para posteriormente lanzar un remix de esta canción junto a Nicki Nicole y Álvaro Díaz.
En 2022 fue invitado como telonero del show de Bad Bunny en el Estadio Nacional de Chile durante su gira World's Hottest Tour.
En enero de 2023 se presentó en el LII Festival del Huaso de Olmué,repasando sus grandes éxitos y recibiendo la ovación del público que se encontraba en El Patagual. Tiempo después se presentaría como uno de los artistas más esperados en Lollapalooza Chile 2023 y, además, realizaría sus primeros conciertos masivos en solitario en el Movistar Arena de Santiago de Chile.
En 2024 se presentó en uno de los festivales más importantes de Latinoamérica, el Festival Internacional de la Canción de Viña del Mar en colaboración de otros artistas urbanos chilenos, obteniendo Gaviota de plata y oro; la gaviota de oro simbólicamente fue entregada por sus padres quienes subieron al escenario a entregar el premio.

## Discografía

### Álbumes de estudio
- 96 (2018)
- Xtaciss (2018)
- Eqilibrio (2020)
- Planes de medianoche (2024)

### EP
- Little King (2017)
- Perreamos? (2020)
- Lo más xulo de tu Insta (2022)[5]
- The Life of Xulo (2022)
- XULOS SOCIAL CLUB (2024)